# Black Beauty: Live at the Fillmore West
Pour les articles homonymes, voir Black Beauty (homonymie).
Black Beauty: Miles Davis at Fillmore West est un album de jazz fusion de Miles Davis enregistré en public le 10 avril 1970.

## Titres

### CD 1
1. "Directions" (Zawinul) - 10:46
2. "Miles Runs the Voodoo Down" (Davis) - 12:22
3. "Willie Nelson" (Davis) - 6:23
4. "I Fall in Love Too Easily" (Sammy Cahn-Styne) - 1:35
5. "Sanctuary" (Shorter) - 4:01
6. "It's About That Time" (Davis) - 9:59

### CD 2
1. "Bitches Brew" (Davis) - 12:53
2. "Masqualero" (Shorter) - 9:07
3. "Spanish Key/The Theme" (Davis) - 12:14

## Musiciens
- Miles Davis: Trompette
- Steve Grossman: Saxophone soprano
- Chick Corea: Piano électrique
- Dave Holland: Basse électrique
- Jack DeJohnette: Batterie
- Airto Moreira: Percussions